# Сан-Роки (Сан-Паулу)
Сан-Роки (порт. São Roque)  —  муниципалитет в Бразилии, входит в штат Сан-Паулу. Составная часть мезорегиона Макрорегион агломерации Сан-Паулу. Входит в экономико-статистический  микрорегион Сорокаба. Население составляет   92 060 человек на 2020 год. Занимает площадь 306,91  км². Плотность населения — 300 чел./км².

## Статистика
- Валовой внутренний продукт на 2003 составляет 514.681.715,00 реалов (данные: Бразильский институт географии и статистики).
- Валовой внутренний продукт на душу населения на 2003 составляет 7.300,14 реалов (данные: Бразильский институт географии и статистики).
- Индекс развития человеческого потенциала на 2000 составляет 0,820 (данные: Программа развития ООН).